# Alexandrowka (Kaliningrad, Polessk)
Alexandrowka (russisch Александровка, deutsch Alexen, 1930 bis 1945 Grotfeld, litauisch Aleksai) ist ein Ort in der russischen Oblast Kaliningrad. Er gehört zur kommunalen Selbstverwaltungseinheit Stadtkreis Polessk im Rajon Polessk.

## Geographische Lage
Alexandrowka liegt 28 Kilometer östlich der Kreisstadt Polessk (Labiau) an der Regionalstraße 27A-145 (ex A190) direkt an der Gemeindegrenze zu Salessje (Mehlauken/Liebenfelde). Die nächste Bahnstation ist Salessje an der Bahnstrecke Kaliningrad–Sowetsk (Königsberg–Tilsit).

## Geschichte
Die Försterei Alexen gehörte vor 1945 zum Staatsforst Alt Sternberg (russisch: Podlipnoje, nicht mehr existent). Im Jahre 1874 wurde die Landgemeinde in den Amtsbezirk Mehlauken (von 1938 bis 1945 „Amtsbezirk Liebenfelde (Ostpr.)“) eingegliedert, der zum Kreis Labiau im Regierungsbezirk Königsberg der preußischen Provinz Ostpreußen gehörte. Im Jahre 1910 waren in Alexen 825 Einwohner registriert.
Alexen, das am 9. Juli 1930 in „Grotfeld“ umbenannt wurde, schloss sich am 12. Februar 1926 mit Mehlauken zur neuen Landgemeinde Mehlauken zusammen. Als Ortsteil kam es mit der dann „Liebenfelde“ genannten Gemeinde innerhalb des nördlichen Ostpreußens zur Sowjetunion.
Im Jahre 1947 erhielt der Ort die russische Bezeichnung „Alexandrowka“, die in Russland weit verbreitet ist, und wurde gleichzeitig dem Dorfsowjet Salessowski selski Sowet im Rajon Bolschakowo zugeordnet. Seit 1965 gehört der Ort zum Rajon Polessk. Von 2008 bis 2016 gehörte Alexandrowka zur Landgemeinde Salessowskoje selskoje posselenije und seither zum Stadtkreis Polessk.

## Kirche
Mit seiner mehrheitlich evangelischen Bevölkerung gehörte Alexen resp. Grotfeld vor 1945 zum Kirchspiel der Kirche Mehlauken (heute russisch: Salessje). Sie war Teil des Kirchenkreises Labiau innerhalb der Kirchenprovinz Ostpreußen der Kirche der Altpreußischen Union. Heute liegt Alexandrowka im Einzugsbereich der in den 1990er Jahren neu entstandenen Gemeinde in Bolschakowo (Groß Skaisgirren, 1938 bis 1946 Kreuzingen), einer Filialgemeinde in der Kirchenregion der Salzburger Kirche in Gussew (Gumbinnen) in der Propstei Kaliningrad der Evangelisch-lutherischen Kirche Europäisches Russland.